# Gens Sempronia
Die gens Sempronia (auch Sempronii, deutsch Sempronier) waren eine alte Familie (gens) aus der Nobilität des Römischen Reiches die den Gentilnamen Sempronius (weibliche Form Sempronia) trug
Ihre Angehörigen des 5. Jahrhunderts v. Chr. galten in der Überlieferung als Patrizier und Verfechter der patrizischen Vorrechte. In der historischen Zeit sind in der Republik jedoch nur plebejische Zweige der Familie bekannt, die im 3. Jahrhundert v. Chr. und 2. Jahrhundert v. Chr. eine wichtige Rolle spielten. Insbesondere „die Gracchen“, die Sempronii Gracchi, besonders die beiden Brüder, die Volkstribunen Tiberius Sempronius Gracchus, Tribun 133 v. Chr., und Gaius Sempronius Gracchus, Tribun 123 v. Chr., wurden als Streiter für die Plebejer berühmt (siehe auch Gracchische Reformen). Bei der früheren patrizischen Familie könnte es sich deshalb um einen anderen Zweig handeln. Es könnte aber auch eine Rückprojektion aus späterer Zeit sein, denn unter Caesar oder Augustus erlangten die (bis dahin plebejischen) Sempronier ebenfalls patrizischen Status.

## Zweige und bekannte Namensträger

### Römische Republik
Zu den Semproniern gehörten in der Zeit der Römischen Republik folgende Familienzweige:
- die Atratini (ab dem 5. Jahrhundert v. Chr.)
  - Aulus Sempronius Atratinus, Konsul 497 v. Chr., 491 v. Chr.
  - Aulus Sempronius Atratinus, Militärtribun 444 v. Chr.
  - Lucius Sempronius Atratinus, Konsul 444 v. Chr.
  - Aulus Sempronius Atratinus, Konsul 428/427 v. Chr. (wohl interpoliert), Militärtribun 425 v. Chr., 420 v. Chr., 416 v. Chr.
  - Gaius Sempronius Atratinus, Konsul 423 v. Chr.
  - Lucius Sempronius Atratinus (Suffektkonsul 34 v. Chr.) (73 v. Chr.–7), römischer Suffektkonsul 34 v. Chr.

- die Sophi (ab ca. 300 v. Chr.)
  - Publius Sempronius Sophus, Konsul 304 v. Chr.
  - Publius Sempronius Sophus, Konsul 268 v. Chr.
- die Blaesi (ab dem 3. Jahrhundert v. Chr.)
  - Gaius Sempronius Blaesus, Konsul 253 v. Chr. und 244 v. Chr.
  - Gaius Sempronius Blaesus, Volkstribun 211 v. Chr.

- die Tuditani (ab dem 3. Jahrhundert v. Chr.)
  - Marcus Sempronius Tuditanus, Konsul 240 v. Chr.
  - Publius Sempronius Tuditanus, Konsul 204 v. Chr.
  - Gaius Sempronius Tuditanus, Prätor 197 v. Chr.
  - Marcus Sempronius Tuditanus, Konsul 185 v. Chr.
  - Gaius Sempronius Tuditanus, Konsul 129 v. Chr.

- die Gracchi (ab dem 3. Jahrhundert v. Chr.)
  - Tiberius Sempronius Gracchus, Konsul 238 v. Chr.
  - Tiberius Sempronius Gracchus, Konsul 215 v. Chr., 213 v. Chr.
  - Tiberius Sempronius Gracchus (Augur) († 174 v. Chr.), Augur 204 v. Chr.
  - Publius Sempronius Gracchus, Volkstribun 189 v. Chr.
  - Tiberius Sempronius Gracchus, Konsul 177 v. Chr., 163 v. Chr.
  - Tiberius Sempronius Gracchus, Tribun 133 v. Chr., siehe Gracchische Reformen
  - Gaius Sempronius Gracchus, dessen Bruder, Tribun 123 v. Chr.

- die Longi (ab dem 3. Jahrhundert v. Chr.)
  - Tiberius Sempronius Longus, Konsul 218 v. Chr.
  - Tiberius Sempronius Longus, Konsul 194 v. Chr.

- die Aselliones (ab dem 2. Jahrhundert v. Chr.)
  - Sempronius Asellio, um 160 v. Chr. bis 90 v. Chr., Geschichtsschreiber

- die Muscae (2./1. Jahrhundert v. Chr.)
  - Aulus Sempronius Musca, Bewerber um ein Amt (1. Jahrhundert v. Chr.)[3]
  - Titus Sempronius Musca, Mitglied einer Fünferkommission (168 v. Chr.)

### Kaiserzeit
Personen der römischen Kaiserzeit (teilweise Ritter):
- Sempronius Densus († 69 n. Chr.), Offizier in der Prätorianergarde Kaiser Galbas
- Lucius Aurelius Flaccus Sempronius Hispanus, Militärtribun und Prokurator (Ende 1. Jahrhundert)
- Gaius Sempronius Fidus, Militärtribun (1./2. Jahrhundert)
- Titus Sempronius Pudens, einfacher römischer Soldat (frumentarius; 1./2. Jahrhundert)
- Titus Sempronius Rufus, römischer Suffektkonsul (113)
- Lucius Sempronius Merula Auspicatus, Suffektkonsul 121
- Marcus Sempronius Liberalis, Statthalter von Raetien und Aegypten (Mitte 2. Jahrhundert)
- Lucius Sempronius Honoratus, Präfekt in Pannonien (152)
- Lucius Sempronius Ingenuus, Militärtribun und Procurator der Provinz Dacia Porolissensis (fl. 152–164)
- Gaius Sempronius Martialis, Präfekt in Germanien (231/234)

### Frauen
- Sempronia (Schwester der Gracchen), verheiratet mit Publius Cornelius Scipio Aemilianus Africanus
- Sempronia, Frau des Decimus Iunius Brutus, laut Sallust aktive Teilnehmerin an der Catilinarischen Verschwörung